# نصف‌النهار ۲۸ درجه شرقی
نصف‌النهار ۲۸ درجه شرقی ۲۸مین نصف‌النهار شرقی از گرینویچ است که از لحاظ زمانی ۱ساعت و ۵۲دقیقه با گرینویچ اختلاف زمانی دارد.
این نصف‌النهار از قطب شمال شروع و از مناطق زیر گذشته و به قطب جنوب ختم می‌شود.
- قاره اروپا
- قاره آفریقا
- اقیانوس هند